# گردی (آرکانزاس)
گردی (آرکانزاس) (به انگلیسی: Grady, Arkansas) یک شهر در ایالات متحده آمریکا با جمعیت ۵۲۳ نفر است که در آرکانزاس واقع شده‌است.

## موقعیت جغرافیایی
موقعیت جغرافیایی شهرها و مناطق اطراف به شرح زیر است: